# Jakobsøyna
Jakobsøyna est une île norvégienne du comté de Hordaland appartenant administrativement à Herdla.

## Description
Entièrement recouverte par la forêt, elle s'étend sur environ 613 m de longueur pour une largeur approximative de 275 m.